# دوري أبطال أوروبا للكرة الطائرة للسيدات 2018–19
كان  دوري أبطال أوروبا للكرة الطائرة للسيدات أعلى مستوى لكرة الطائرة للأندية الأوروبية في موسم 2018–19 وهو النسخة الـ59.

## التصفيات
يشارك في البطولة الرئيسية 20 فريقاً، حيث تُمنح 18 فرقة مقاعد مباشرة بناءً على قائمة التصنيف لمسابقات الأكواب الأوروبية ويتأهل فريقان من جولات التصفيات.
تم إجراء قرعة لتشكيل المجموعات في 2 نوفمبر 2018.
| الترتيب | الدولة  | عدد الفرق | عدد الفرق | عدد الفرق | الفرق المتأهلة                        |
| الترتيب | الدولة  | Vac       | Qual      | الإجمالي  | الفرق المتأهلة                        |
| ------- | ------- | --------- | --------- | --------- | ------------------------------------- |
| 1       | تركيا   | 3         | -         | 3         | اكزاسيباسي فيترا                      |
| 1       | تركيا   | 3         | -         | 3         | نادي فنار باغجه للكرة الطائرة للسيدات |
| 1       | تركيا   | 3         | -         | 3         | نادي فاكيف بنك للكرة الطائرة          |
| 2       | إيطاليا | 3         | -         | 3         | أيجيل فولاي ‏                          |
| 2       | إيطاليا | 3         | -         | 3         | إيموكو فولي                           |
| 2       | إيطاليا | 3         | -         | 3         | بالاتشولو سكانديتشي ‏                  |
| 3       | روسيا   | 3         | -         | 3         | دينامو كازان ‏                         |
| 3       | روسيا   | 3         | -         | 3         | دينامو موسكو                          |
| 3       | روسيا   | 3         | -         | 3         | يورالوشكا-NTMK إكاترينبورغ ‏           |
| 4       | بولندا  | 2         | 1         | 3         | كاي بي إس كيمييك بوليس ‏               |
| 4       | بولندا  | 2         | 1         | 3         | إل كيه إس لودز                        |
| 4       | بولندا  | 2         | 1         | 3         | بودوفلاني لودز ‏                       |
| 6       | فرنسا   | 2         | -         | 2         | بيزييه في بي                          |
| 6       | فرنسا   | 2         | -         | 2         | آر سي كان ‏                            |
| 8       | رومانيا | 1         | -         | 1         | سي إس إم بوخارست ‏                     |
| 9       | ألمانيا | 1         | 1         | 2         | شفراينر إس سي ‏                        |
| 9       | ألمانيا | 1         | 1         | 2         | أليانز إم تي في شتوتغارت ‏             |
| 13      | بيلاروس | 1         | -         | 1         | مينشانكا مينسك                        |
| 14      | بلغاريا | 1         | -         | 1         | ماريتزا بلافولي                       |
| 15      | فنلندا  | 1         | -         | 1         | هامينلينا                             |

## النظام
جولة الدوري
دورة روبن (تلعب كل فرقة ضد الفرق الأخرى في مجموعتها مرتين، مرة على أرضها ومرة خارجها) حيث يتم تقسيم الفرق الـ20 المشاركة إلى 5 مجموعات من 4 فرق لكل منها. تتأهل فرق الفائزين بالمجموعات الخمس وأفضل ثلاث فرق حلقة ثانية من جميع المجموعات إلى Playoffs.
يتم تحديد ترتيب بناءً على عدد المباريات المربوحة.
في حالة التعادل في عدد المباريات المربوحة بين فريقين أو أكثر، يتم تحديد ترتيبهم وفق المعايير التالية:
- نقاط النتيجة (3 نقاط للفوز 3–0 أو 3–1، نقطتان للفوز 3–2، ونقطة للخسارة 2–3)؛
- نسبة المجموعات (عدد المجموعات المربوحة مقسومًا على عدد المجموعات المفقودة)؛
- نسبة النقاط (عدد النقاط المسجلة مقسومًا على عدد النقاط المفقودة)؛
- نتائج المواجهات المباشرة بين الفرق المعنية.

مرحلة خروج المغلوب
خروج المغلوب حيث تُسحب الفرق الثمانية المتأهلة في أدوار الربع النهائي، ويتأهل الفائزون إلى المراحل التالية (نصف النهائي والنهائي). تتألف مباريات الربع ونصف النهائي من شوطين (ذهاب وإياب).

تُمنح نقاط النتيجة لكل شوط (3 نقاط للفوز 3–0 أو 3–1، نقطتان للفوز 3–2، ونقطة للخسارة 2–3). بعد الشوطين، يتقدم الفريق الذي يحصل على أكبر عدد من النقاط. في حال تعادل النقاط، تُلعب مجموعة ذهبية Golden Set فور انتهاء الشوط الثاني. يفوز الفريق بالمجموعة الذهبية عندما يصل أولاً إلى 15 نقطة بشرط أن يكون الفارق لا يقل عن نقطتين.
النهائي الكبير
مباراة واحدة في ملعب محايد بين الفائزين من نصف النهائي لتحديد بطل البطولة.

## تركيب المجموعات
تم إجراء قرعة في 2 نوفمبر 2018، حيث تم تقسيم الفرق الـ20 إلى 4 أوعية تحتوي كل منها على 5 فرق، ويتم سحب فريق واحد من كل وعاء لتشكيل كل مجموعة من المجموعات الخمسة (A, B, C, D, E).
| الوعاء 1 | الوعاء 2 | الوعاء 3 | الوعاء 4 |
| --- | --- | --- | --- |
| نادي فاكيف بنك للكرة الطائرة (Turkey 1) · إيموكو فولي (Italy 1) · دينامو موسكو (Russia 1) · اكزاسيباسي فيترا (Turkey 2) · أيجيل فولاي ‏ (Italy 2) | كاي بي إس كيمييك بوليس ‏ (Poland 1) · بيزييه في بي (France 1) · دينامو كازان ‏ (Russia 2) · إل كيه إس لودز (Poland 2) · آر سي كان ‏ (France 2) | سي إس إم بوخارست ‏ (Romania 1) · شفراينر إس سي ‏ (Germany 1) · مينشانكا مينسك (Belarus 1) · ماريتزا بلافولي (Bulgaria 1) · هامينلينا (Finland 1) | نادي فنار باغجه للكرة الطائرة للسيدات (Turkey 3) · بالاتشولو سكانديتشي ‏ (Italy 3) · يورالوشكا-NTMK إكاترينبورغ ‏ (Russia 3) · أليانز إم تي في شتوتغارت ‏ (Germany 2) · بودوفلاني لودز ‏ (Poland 3) |

القرعة
| المجموعة A                   | المجموعة B                  | المجموعة C      | المجموعة D           | المجموعة E                            |
| ---------------------------- | --------------------------- | --------------- | -------------------- | ------------------------------------- |
| نادي فاكيف بنك للكرة الطائرة | اكزاسيباسي فيترا            | أيجيل فولاي ‏    | إيموكو فولي          | دينامو موسكو                          |
| بيزييه في بي                 | دينامو كازان ‏               | آر سي كان ‏      | إل كيه إس لودز       | كاي بي إس كيمييك بوليس ‏               |
| ماريتزا بلافولي              | هامينلينا                   | مينشانكا مينسك  | شفراينر إس سي ‏       | سي إس إم بوخارست ‏                     |
| أليانز إم تي في شتوتغارت ‏    | يورالوشكا-NTMK إكاترينبورغ ‏ | بودوفلاني لودز ‏ | بالاتشولو سكانديتشي ‏ | نادي فنار باغجه للكرة الطائرة للسيدات |

## جولة الدوري
بدأت جولة الدوري في 20 نوفمبر 2018.
- جميع التوقيتات محلية.

### المجموعة A
| م | Team                         | Pld | W | L | Pts | SW | SL | SR     | SPW | SPL | SPR   | التأهل           |
| - | ---------------------------- | --- | - | - | --- | -- | -- | ------ | --- | --- | ----- | ---------------- |
| 1 | نادي فاكيف بنك للكرة الطائرة | 6   | 6 | 0 | 18  | 18 | 1  | 18٫000 | 471 | 342 | 1٫377 | دور خروج المغلوب |
| 2 | أليانز إم تي في شتوتغارت ‏    | 6   | 4 | 2 | 12  | 13 | 8  | 1٫625  | 479 | 447 | 1٫072 | دور خروج المغلوب |
| 3 | ماريتزا بلافولي              | 6   | 1 | 5 | 3   | 5  | 16 | 0٫313  | 421 | 492 | 0٫856 |                  |
| 4 | بيزييه في بي                 | 6   | 1 | 5 | 3   | 4  | 15 | 0٫267  | 354 | 444 | 0٫797 |                  |

| التاريخ | التوقيت |                              | النتيجة |                              | الشوط 1 | الشوط 2 | الشوط 3 | الشوط 4 | الشوط 5 | المجموع | التقرير |
| ------- | ------- | ---------------------------- | ------- | ---------------------------- | ------- | ------- | ------- | ------- | ------- | ------- | ------- |
| 20 Nov  | 20:00   | بيزييه في بي                 | 3–0     | ماريتزا بلافولي              | 25–17   | 25–12   | 25–20   |         |         | 75–49   | تقرير   |
| 22 Nov  | 19:00   | نادي فاكيف بنك للكرة الطائرة | 3–1     | أليانز إم تي في شتوتغارت ‏    | 25–13   | 20–25   | 25–19   | 25–17   |         | 95–74   | تقرير   |
| 19 Dec  | 19:00   | أليانز إم تي في شتوتغارت ‏    | 3–0     | بيزييه في بي                 | 25–16   | 25–16   | 25–20   |         |         | 75–52   | تقرير   |
| 20 Dec  | 18:00   | ماريتزا بلافولي              | 0–3     | نادي فاكيف بنك للكرة الطائرة | 16–25   | 16–25   | 21–25   |         |         | 53–75   | تقرير   |
| 23 Jan  | 19:00   | أليانز إم تي في شتوتغارت ‏    | 3–1     | ماريتزا بلافولي              | 25–15   | 25–21   | 23–25   | 25–19   |         | 98–80   | تقرير   |
| 23 Jan  | 20:00   | بيزييه في بي                 | 0–3     | نادي فاكيف بنك للكرة الطائرة | 24–26   | 19–25   | 14–25   |         |         | 57–76   | تقرير   |
| 6 Feb   | 18:00   | نادي فاكيف بنك للكرة الطائرة | 3–0     | ماريتزا بلافولي              | 25–19   | 25–17   | 25–19   |         |         | 75–55   | تقرير   |
| 6 Feb   | 20:00   | بيزييه في بي                 | 0–3     | أليانز إم تي في شتوتغارت ‏    | 19–25   | 20–25   | 16–25   |         |         | 55–75   | تقرير   |
| 20 Feb  | 18:00   | ماريتزا بلافولي              | 3–1     | بيزييه في بي                 | 25–15   | 19–25   | 25–15   | 25–16   |         | 94–71   | تقرير   |
| 20 Feb  | 19:00   | أليانز إم تي في شتوتغارت ‏    | 0–3     | نادي فاكيف بنك للكرة الطائرة | 23–25   | 18–25   | 18–25   |         |         | 59–75   | تقرير   |
| 26 Feb  | 19:00   | نادي فاكيف بنك للكرة الطائرة | 3–0     | بيزييه في بي                 | 25–10   | 25–18   | 25–16   |         |         | 75–44   | تقرير   |
| 26 Feb  | 20:00   | ماريتزا بلافولي              | 1–3     | أليانز إم تي في شتوتغارت ‏    | 24–26   | 19–25   | 25–22   | 22–25   |         | 90–98   | تقرير   |

### المجموعة B
| م | Team                        | Pld | W | L | Pts | SW | SL | SR    | SPW | SPL | SPR   | التأهل           |
| - | --------------------------- | --- | - | - | --- | -- | -- | ----- | --- | --- | ----- | ---------------- |
| 1 | اكزاسيباسي فيترا            | 6   | 6 | 0 | 17  | 18 | 3  | 6٫000 | 503 | 380 | 1٫324 | دور خروج المغلوب |
| 2 | دينامو كازان ‏               | 6   | 3 | 3 | 10  | 12 | 9  | 1٫333 | 456 | 426 | 1٫070 |                  |
| 3 | يورالوشكا-NTMK إكاترينبورغ ‏ | 6   | 3 | 3 | 8   | 11 | 13 | 0٫846 | 497 | 503 | 0٫988 |                  |
| 4 | هامينلينا                   | 6   | 0 | 6 | 1   | 2  | 18 | 0٫111 | 333 | 480 | 0٫694 |                  |

| التاريخ | التوقيت |                             | النتيجة |                             | الشوط 1 | الشوط 2 | الشوط 3 | الشوط 4 | الشوط 5 | المجموع | التقرير |
| ------- | ------- | --------------------------- | ------- | --------------------------- | ------- | ------- | ------- | ------- | ------- | ------- | ------- |
| 20 Nov  | 19:00   | دينامو كازان ‏               | 3–0     | هامينلينا                   | 25–12   | 25–13   | 25–10   |         |         | 75–35   | تقرير   |
| 21 Nov  | 19:30   | اكزاسيباسي فيترا            | 3–0     | يورالوشكا-NTMK إكاترينبورغ ‏ | 25–16   | 25–17   | 25–21   |         |         | 75–54   | تقرير   |
| 18 Dec  | 19:00   | يورالوشكا-NTMK إكاترينبورغ ‏ | 3–2     | دينامو كازان ‏               | 23–25   | 17–25   | 25–17   | 26–24   | 15–5    | 106–96  | تقرير   |
| 19 Dec  | 20:00   | هامينلينا                   | 0–3     | اكزاسيباسي فيترا            | 11–25   | 20–25   | 16–25   |         |         | 47–75   | تقرير   |
| 22 Jan  | 19:00   | دينامو كازان ‏               | 1–3     | اكزاسيباسي فيترا            | 16–25   | 16–25   | 25–22   | 22–25   |         | 79–97   | تقرير   |
| 24 Jan  | 19:00   | يورالوشكا-NTMK إكاترينبورغ ‏ | 3–0     | هامينلينا                   | 25–19   | 25–21   | 25–15   |         |         | 75–55   | تقرير   |
| 5 Feb   | 17:30   | اكزاسيباسي فيترا            | 3–0     | هامينلينا                   | 25–17   | 25–7    | 25–20   |         |         | 75–44   | تقرير   |
| 5 Feb   | 19:00   | دينامو كازان ‏               | 3–0     | يورالوشكا-NTMK إكاترينبورغ ‏ | 25–19   | 25–17   | 25–21   |         |         | 75–57   | تقرير   |
| 19 Feb  | 18:30   | هامينلينا                   | 0–3     | دينامو كازان ‏               | 19–25   | 18–25   | 19–25   |         |         | 56–75   | تقرير   |
| 20 Feb  | 19:00   | يورالوشكا-NTMK إكاترينبورغ ‏ | 2–3     | اكزاسيباسي فيترا            | 20–25   | 22–25   | 25–19   | 25–22   | 8–15    | 100–106 | تقرير   |
| 26 Feb  | 17:00   | اكزاسيباسي فيترا            | 3–0     | دينامو كازان ‏               | 25–21   | 25–18   | 25–17   |         |         | 75–56   | تقرير   |
| 26 Feb  | 18:30   | هامينلينا                   | 2–3     | يورالوشكا-NTMK إكاترينبورغ ‏ | 25–19   | 25–21   | 21–25   | 20–25   | 5–15    | 96–105  | تقرير   |

### المجموعة C
| م | Team            | Pld | W | L | Pts | SW | SL | SR    | SPW | SPL | SPR   | التأهل           |
| - | --------------- | --- | - | - | --- | -- | -- | ----- | --- | --- | ----- | ---------------- |
| 1 | أيجيل فولاي ‏    | 6   | 6 | 0 | 18  | 18 | 0  | MAX   | 459 | 323 | 1٫421 | دور خروج المغلوب |
| 2 | بودوفلاني لودز ‏ | 6   | 4 | 2 | 11  | 12 | 9  | 1٫333 | 458 | 474 | 0٫966 |                  |
| 3 | آر سي كان ‏      | 6   | 1 | 5 | 4   | 6  | 15 | 0٫400 | 456 | 511 | 0٫892 |                  |
| 4 | مينشانكا مينسك  | 6   | 1 | 5 | 3   | 4  | 16 | 0٫250 | 442 | 507 | 0٫872 |                  |

| التاريخ | التوقيت |                 | النتيجة |                 | الشوط 1 | الشوط 2 | الشوط 3 | الشوط 4 | الشوط 5 | المجموع | التقرير |
| ------- | ------- | --------------- | ------- | --------------- | ------- | ------- | ------- | ------- | ------- | ------- | ------- |
| 21 Nov  | 20:00   | آر سي كان ‏      | 3–0     | مينشانكا مينسك  | 25–20   | 25–19   | 25–18   |         |         | 75–57   | تقرير   |
| 22 Nov  | 20:30   | أيجيل فولاي ‏    | 3–0     | بودوفلاني لودز ‏ | 25–19   | 25–19   | 25–20   |         |         | 75–58   | تقرير   |
| 19 Dec  | 20:00   | مينشانكا مينسك  | 0–3     | أيجيل فولاي ‏    | 19–25   | 32–34   | 16–25   |         |         | 67–84   | تقرير   |
| 20 Dec  | 18:00   | بودوفلاني لودز ‏ | 3–0     | آر سي كان ‏      | 25–23   | 25–23   | 30–28   |         |         | 80–74   | تقرير   |
| 22 Jan  | 19:30   | آر سي كان ‏      | 0–3     | أيجيل فولاي ‏    | 15–25   | 17–25   | 19–25   |         |         | 51–75   | تقرير   |
| 23 Jan  | 20:00   | بودوفلاني لودز ‏ | 3–0     | مينشانكا مينسك  | 25–22   | 25–21   | 26–24   |         |         | 76–67   | تقرير   |
| 5 Feb   | 20:30   | آر سي كان ‏      | 2–3     | بودوفلاني لودز ‏ | 25–18   | 23–25   | 25–22   | 18–25   | 8–15    | 99–105  | تقرير   |
| 7 Feb   | 20:30   | أيجيل فولاي ‏    | 3–0     | مينشانكا مينسك  | 25–16   | 25–13   | 25–19   |         |         | 75–48   | تقرير   |
| 19 Feb  | 18:00   | بودوفلاني لودز ‏ | 0–3     | أيجيل فولاي ‏    | 19–25   | 16–25   | 11–25   |         |         | 46–75   | تقرير   |
| 21 Feb  | 19:00   | مينشانكا مينسك  | 3–1     | آر سي كان ‏      | 44–46   | 25–21   | 25–19   | 25–18   |         | 119–104 | تقرير   |
| 26 Feb  | 20:00   | مينشانكا مينسك  | 1–3     | بودوفلاني لودز ‏ | 19–25   | 19–25   | 25–18   | 21–25   |         | 84–93   | تقرير   |
| 26 Feb  | 20:30   | أيجيل فولاي ‏    | 3–0     | آر سي كان ‏      | 25–20   | 25–18   | 25–15   |         |         | 75–53   | تقرير   |

### المجموعة D
| م | Team                 | Pld | W | L | Pts | SW | SL | SR    | SPW | SPL | SPR   | التأهل           |
| - | -------------------- | --- | - | - | --- | -- | -- | ----- | --- | --- | ----- | ---------------- |
| 1 | بالاتشولو سكانديتشي ‏ | 6   | 4 | 2 | 12  | 15 | 8  | 1٫875 | 506 | 482 | 1٫050 | دور خروج المغلوب |
| 2 | إيموكو فولي          | 6   | 4 | 2 | 11  | 14 | 10 | 1٫400 | 553 | 465 | 1٫189 | دور خروج المغلوب |
| 3 | شفراينر إس سي ‏       | 6   | 3 | 3 | 10  | 12 | 11 | 1٫091 | 513 | 519 | 0٫988 |                  |
| 4 | إل كيه إس لودز       | 6   | 1 | 5 | 3   | 4  | 16 | 0٫250 | 375 | 481 | 0٫780 |                  |

| التاريخ | التوقيت |                      | النتيجة |                      | الشوط 1 | الشوط 2 | الشوط 3 | الشوط 4 | الشوط 5 | المجموع | التقرير |
| ------- | ------- | -------------------- | ------- | -------------------- | ------- | ------- | ------- | ------- | ------- | ------- | ------- |
| 20 Nov  | 20:30   | إل كيه إس لودز       | 3–1     | شفراينر إس سي ‏       | 25–18   | 25–23   | 14–25   | 25–17   |         | 89–83   | تقرير   |
| 21 Nov  | 20:30   | إيموكو فولي          | 3–2     | بالاتشولو سكانديتشي ‏ | 25–21   | 24–26   | 25–12   | 23–25   | 15–10   | 112–94  | تقرير   |
| 18 Dec  | 19:00   | شفراينر إس سي ‏       | 3–0     | إيموكو فولي          | 36–34   | 25–19   | 25–22   |         |         | 86–75   | تقرير   |
| 20 Dec  | 20:30   | بالاتشولو سكانديتشي ‏ | 3–0     | إل كيه إس لودز       | 25–10   | 25–23   | 25–23   |         |         | 75–56   | تقرير   |
| 22 Jan  | 18:00   | إل كيه إس لودز       | 0–3     | إيموكو فولي          | 20–25   | 15–25   | 17–25   |         |         | 52–75   | تقرير   |
| 23 Jan  | 20:30   | بالاتشولو سكانديتشي ‏ | 3–0     | شفراينر إس سي ‏       | 25–16   | 28–26   | 25–17   |         |         | 78–59   | تقرير   |
| 5 Feb   | 18:00   | إل كيه إس لودز       | 0–3     | بالاتشولو سكانديتشي ‏ | 21–25   | 22–25   | 17–25   |         |         | 60–75   | تقرير   |
| 6 Feb   | 20:30   | إيموكو فولي          | 3–2     | شفراينر إس سي ‏       | 23–25   | 24–26   | 25–19   | 25–19   | 15–7    | 112–96  | تقرير   |
| 19 Feb  | 19:30   | شفراينر إس سي ‏       | 3–1     | إل كيه إس لودز       | 23–25   | 25–21   | 25–18   | 25–17   |         | 98–81   | تقرير   |
| 20 Feb  | 20:30   | بالاتشولو سكانديتشي ‏ | 3–2     | إيموكو فولي          | 15–25   | 25–22   | 25–23   | 20–25   | 15–9    | 100–104 | تقرير   |
| 26 Feb  | 19:00   | شفراينر إس سي ‏       | 3–1     | بالاتشولو سكانديتشي ‏ | 16–25   | 25–23   | 25–23   | 25–13   |         | 91–84   | تقرير   |
| 26 Feb  | 20:30   | إيموكو فولي          | 3–0     | إل كيه إس لودز       | 25–10   | 25–12   | 25–15   |         |         | 75–37   | تقرير   |

### المجموعة E
| م | Team                                  | Pld | W | L | Pts | SW | SL | SR    | SPW | SPL | SPR   | التأهل           |
| - | ------------------------------------- | --- | - | - | --- | -- | -- | ----- | --- | --- | ----- | ---------------- |
| 1 | نادي فنار باغجه للكرة الطائرة للسيدات | 6   | 5 | 1 | 16  | 17 | 5  | 3٫400 | 515 | 422 | 1٫220 | دور خروج المغلوب |
| 2 | دينامو موسكو                          | 6   | 5 | 1 | 13  | 16 | 9  | 1٫778 | 554 | 521 | 1٫063 | دور خروج المغلوب |
| 3 | سي إس إم بوخارست ‏                     | 6   | 1 | 5 | 4   | 7  | 16 | 0٫438 | 474 | 523 | 0٫906 |                  |
| 4 | كاي بي إس كيمييك بوليس ‏               | 6   | 1 | 5 | 3   | 7  | 17 | 0٫412 | 464 | 541 | 0٫858 |                  |

| التاريخ | التوقيت |                                       | النتيجة |                                       | الشوط 1 | الشوط 2 | الشوط 3 | الشوط 4 | الشوط 5 | المجموع | التقرير |
| ------- | ------- | ------------------------------------- | ------- | ------------------------------------- | ------- | ------- | ------- | ------- | ------- | ------- | ------- |
| 21 Nov  | 19:00   | دينامو موسكو                          | 1–3     | نادي فنار باغجه للكرة الطائرة للسيدات | 17–25   | 25–17   | 18–25   | 11–25   |         | 71–92   | تقرير   |
| 22 Nov  | 18:00   | كاي بي إس كيمييك بوليس ‏               | 1–3     | سي إس إم بوخارست ‏                     | 19–25   | 16–25   | 25–16   | 22–25   |         | 82–91   | تقرير   |
| 19 Dec  | 18:30   | نادي فنار باغجه للكرة الطائرة للسيدات | 3–0     | كيمييك بوليس ‏                         | 25–12   | 25–16   | 25–22   |         |         | 75–50   | تقرير   |
| 20 Dec  | 19:30   | سي إس إم بوخارست ‏                     | 0–3     | دينامو موسكو                          | 21–25   | 27–29   | 27–29   |         |         | 75–83   | تقرير   |
| 23 Jan  | 18:30   | نادي فنار باغجه للكرة الطائرة للسيدات | 3–0     | سي إس إم بوخارست ‏                     | 25–18   | 25–19   | 25–22   |         |         | 75–59   | تقرير   |
| 24 Jan  | 18:00   | كاي بي إس كيمييك بوليس ‏               | 2–3     | دينامو موسكو                          | 25–16   | 16–25   | 21–25   | 25–19   | 5–15    | 92–100  | تقرير   |
| 6 Feb   | 18:00   | كاي بي إس كيمييك بوليس ‏               | 0–3     | نادي فنار باغجه للكرة الطائرة للسيدات | 24–26   | 20–25   | 15–25   |         |         | 59–76   | تقرير   |
| 6 Feb   | 19:00   | دينامو موسكو                          | 3–1     | سي إس إم بوخارست ‏                     | 25–18   | 25–20   | 14–25   | 25–15   |         | 89–78   | تقرير   |
| 20 Feb  | 19:00   | نادي فنار باغجه للكرة الطائرة للسيدات | 2–3     | دينامو موسكو                          | 25–23   | 12–25   | 25–23   | 24–26   | 15–17   | 101–114 | تقرير   |
| 20 Feb  | 19:30   | سي إس إم بوخارست ‏                     | 2–3     | كيمييك بوليس ‏                         | 25–17   | 23–25   | 25–16   | 21–25   | 8–15    | 102–98  | تقرير   |
| 26 Feb  | 19:00   | دينامو موسكو                          | 3–1     | كيمييك بوليس ‏                         | 25–20   | 25–17   | 22–25   | 25–21   |         | 97–83   | تقرير   |
| 26 Feb  | 20:00   | سي إس إم بوخارست ‏                     | 1–3     | نادي فنار باغجه للكرة الطائرة للسيدات | 11–25   | 25–21   | 19–25   | 14–25   |         | 69–96   | تقرير   |

## دور خروج المغلوب
- تم إجراء قرعة في لوكسمبورغ (مدينة)، لوكسمبورغ في 1 مارس 2019.[5]

### أرباع النهائي
| الفريق الأول              | إجم. | الفريق الثاني                         | مباراة الذهاب | مباراة الإياب | مجموعة ذهبية |
| ------------------------- | ---- | ------------------------------------- | ------------- | ------------- | ------------ |
| أليانز إم تي في شتوتغارت ‏ | 1–5  | أيجيل فولاي ‏                          | 1–3           | 2–3           |              |
| دينامو موسكو              | 2–4  | نادي فاكيف بنك للكرة الطائرة          | 3–2           | 0–3           |              |
| بالاتشولو سكانديتشي ‏      | 1–5  | نادي فنار باغجه للكرة الطائرة للسيدات | 1–3           | 2–3           |              |
| إيموكو فولي               | 3–3  | اكزاسيباسي فيترا                      | 0–3           | 3–1           | 15–10        |

#### الشوط الأول
| التاريخ | التوقيت |                           | النتيجة |                                       | الشوط 1 | الشوط 2 | الشوط 3 | الشوط 4 | الشوط 5 | المجموع | التقرير |
| ------- | ------- | ------------------------- | ------- | ------------------------------------- | ------- | ------- | ------- | ------- | ------- | ------- | ------- |
| 12 Mar  | 19:00   | أليانز إم تي في شتوتغارت ‏ | 1–3     | أيجيل فولاي ‏                          | 19–25   | 24–26   | 25–19   | 20–25   |         | 88–95   | تقرير   |
| 13 Mar  | 18:30   | بالاتشولو سكانديتشي ‏      | 1–3     | نادي فنار باغجه للكرة الطائرة للسيدات | 19–25   | 25–23   | 19–25   | 21–25   |         | 84–98   | تقرير   |
| 13 Mar  | 19:00   | دينامو موسكو              | 3–2     | نادي فاكيف بنك للكرة الطائرة          | 20–25   | 25–23   | 25–23   | 21–25   | 15–13   | 106–109 | تقرير   |
| 13 Mar  | 20:30   | إيموكو فولي               | 0–3     | اكزاسيباسي فيترا                      | 21–25   | 25–27   | 22–25   |         |         | 68–77   | تقرير   |

#### الشوط الثاني
| التاريخ    | التوقيت    |                                       | النتيجة |                           | الشوط 1 | الشوط 2 | الشوط 3 | الشوط 4 | الشوط 5 | المجموع | التقرير |
| ---------- | ---------- | ------------------------------------- | ------- | ------------------------- | ------- | ------- | ------- | ------- | ------- | ------- | ------- |
| 19 Mar     | 17:00      | اكزاسيباسي فيترا                      | 1–3     | إيموكو فولي               | 21–25   | 23–25   | 25–21   | 21–25   |         | 90–96   | تقرير   |
| Golden set | Golden set | اكزاسيباسي فيترا                      | 10–15   | إيموكو فولي               |         |         |         |         |         |         |         |
| 19 Mar     | 20:00      | نادي فنار باغجه للكرة الطائرة للسيدات | 3–2     | بالاتشولو سكانديتشي ‏      | 19–25   | 26–28   | 25–22   | 25–17   | 15–8    | 110–100 | تقرير   |
| 20 Mar     | 19:00      | نادي فاكيف بنك للكرة الطائرة          | 3–0     | دينامو موسكو              | 25–19   | 25–16   | 25–8    |         |         | 75–43   | تقرير   |
| 21 Mar     | 20:30      | أيجيل فولاي ‏                          | 3–2     | أليانز إم تي في شتوتغارت ‏ | 25–14   | 25–22   | 16–25   | 18–25   | 16–14   | 100–100 | تقرير   |

### نصف النهائي
| الفريق الأول                 | إجم. | الفريق الثاني                         | مباراة الذهاب | مباراة الإياب | مجموعة ذهبية |
| ---------------------------- | ---- | ------------------------------------- | ------------- | ------------- | ------------ |
| نادي فاكيف بنك للكرة الطائرة | 3–3  | أيجيل فولاي ‏                          | 0–3           | 3–1           | 14–16        |
| إيموكو فولي                  | 6–0  | نادي فنار باغجه للكرة الطائرة للسيدات | 3–0           | 3–0           |              |

#### الشوط الأول
| التاريخ | التوقيت |                              | النتيجة |                                       | الشوط 1 | الشوط 2 | الشوط 3 | الشوط 4 | الشوط 5 | المجموع | التقرير |
| ------- | ------- | ---------------------------- | ------- | ------------------------------------- | ------- | ------- | ------- | ------- | ------- | ------- | ------- |
| 2 Apr   | 20:30   | إيموكو فولي                  | 3–0     | نادي فنار باغجه للكرة الطائرة للسيدات | 25–21   | 25–23   | 26–24   |         |         | 76–68   | تقرير   |
| 4 Apr   | 19:00   | نادي فاكيف بنك للكرة الطائرة | 0–3     | أيجيل فولاي ‏                          | 17–25   | 25–27   | 15–25   |         |         | 57–77   | تقرير   |

#### الشوط الثاني
| التاريخ    | التوقيت    |                                       | النتيجة |                              | الشوط 1 | الشوط 2 | الشوط 3 | الشوط 4 | الشوط 5 | المجموع | التقرير |
| ---------- | ---------- | ------------------------------------- | ------- | ---------------------------- | ------- | ------- | ------- | ------- | ------- | ------- | ------- |
| 9 Apr      | 19:00      | نادي فنار باغجه للكرة الطائرة للسيدات | 0–3     | إيموكو فولي                  | 18–25   | 22–25   | 26–28   |         |         | 66–78   | تقرير   |
| 10 Apr     | 20:30      | أيجيل فولاي ‏                          | 1–3     | نادي فاكيف بنك للكرة الطائرة | 23–25   | 20–25   | 25–15   | 21–25   |         | 89–90   | تقرير   |
| Golden set | Golden set | أيجيل فولاي ‏                          | 16–14   | نادي فاكيف بنك للكرة الطائرة |         |         |         |         |         |         |         |

### النهائي
| التاريخ | التوقيت |              | النتيجة |             | الشوط 1 | الشوط 2 | الشوط 3 | الشوط 4 | الشوط 5 | المجموع | التقرير |
| ------- | ------- | ------------ | ------- | ----------- | ------- | ------- | ------- | ------- | ------- | ------- | ------- |
| 18 May  | 16:00   | أيجيل فولاي ‏ | 3–1     | إيموكو فولي | 25–18   | 25–17   | 14–25   | 25–22   |         | 89–82   | تقرير   |

## وصلات خارجية
- الموقع الرسمي